# Céfazoline
La céfazoline est un antibiotique de la classe des céphalosporines de première génération, découvert en 1969 par des chercheurs japonais et initialement commercialisé en France sous les noms de spécialité Cefacidal (laboratoires Bristol-Myers Squibb) et Kefzol (laboratoires Eli Lilly).

## Utilisation clinique
- Gram positifs : Staphylocoque non résistant à la méticilline, Streptocoque
- Moraxella catarrhalis, Escherichia coli, Klebsiella, Proteus.

La céfazoline constitue une bonne alternative à l'oxacilline pour traitement des infections cutanées à Staphylocoque ou Streptocoque A. Elle n'est pas efficace sur le Staphylococcus aureus résistant à la méticilline, Haemophilus influenzae, les entérocoques, le pneumocoque résistant aux pénicillines.
La céfazoline est un médicament de référence dans de nombreuses indications d'antibioprophylaxie en chirurgie et en médecine interventionnelle.

## Divers
La céfazoline fait partie de la liste des médicaments essentiels de l'Organisation mondiale de la santé (liste mise à jour en avril 2013).